# Eistringhauser Bach
| Zuläufe und Bauwerke \| Eistringhauser Bach \| Eistringhauser Bach \| Eistringhauser Bach \| \| --------------------- \| ------------------- \| ------------------- \| \| Legende \| \| \| \| Radevormwald \| \| Radevormwald \| \| \| \| \| \| \| \| \| \| \| \| Brunsbach \| \| Kreisstraße K6 \| \| \| \| Teich \| \| \| \| Im Kamp \| \| \| \| Fuhrer Bach \| \| \| \| Fuhr \| \| \| \| \| \| Önkfelder Bach \| \| Heidfelder Bach \| \| \| \| Eistringhausen \| \| \| \| Eistringhauser Siepen \| \| \| \| \| \| Im Hagen \| \| Lohmühlchen \| \| \| \| \| \| \| \| \| \| Teich \| \| \| \| Neuenhammer \| \| Uelfe \| \| \| |  |                |
| Eistringhauser Bach |  |                |
| Legende |  |                |
| Radevormwald |  | Radevormwald   |
| |  |                |
| |  |                |
| |  | Brunsbach      |
| Kreisstraße K6 |  |                |
| Teich |  |                |
| Im Kamp |  |                |
| Fuhrer Bach |  |                |
| Fuhr |  |                |
| |  | Önkfelder Bach |
| Heidfelder Bach |  |                |
| Eistringhausen |  |                |
| Eistringhauser Siepen |  |                |
| |  | Im Hagen       |
| Lohmühlchen |  |                |
| |  |                |
| |  | Teich          |
| |  | Neuenhammer    |
| Uelfe |  |                |

Der Eistringhauser Bach ist ein drei Kilometer langer, orographisch rechter Nebenfluss der Uelfe in Radevormwald.

## Lage und Topografie
Der Bach entspringt auf 345 Meter ü. NN nördlich der Radevormwalder Hofschaft Im Kamp in einer bewaldeten Flur namens Kampersiepen und fließt zunächst in südliche Richtung. Er nimmt vor der Unterquerung der Kreisstraße K6 den Brunsbach auf und fließt östlich an den Hofschaften Im Kamp und Fuhr vorbei.
Seinen Lauf führt den Eistringhauser Bach in das 89,5 Hektar große Naturschutzgebiet Uelfetal und Nebentäler hinein, das er bis zu seiner Mündung nicht mehr verlassen wird. Er nimmt den Önkfelder Bach, den Heidfelder Bach und den Eistringhauser Siepen auf, passiert östlich den namensgebenden Weiler Eistringhausen und fließt durch ein sehr tief eingeschnittenes Kerbtal bis zu seiner Mündung auf 256 Meter ü. NN in der Uelfe bei Neuenhammer.